# Kaliya Nayanar
Kaliya Nayanar, también conocido como Kalia Nayanar, Kalia, Kaliya, Kaliyanar y Kaliyar, es un santo nayanar, venerado en la secta hindú del Shaivismo. Generalmente se le cuenta como el cuadragésimo cuarto en la lista de los 63 nayanars. El santo de Nayanar es descrito para servir al dios Shiva encendiendo lámparas en su Templo Thyagaraja. Se dice que estuvo dispuesto a cortarse la garganta para llenar las lámparas con su sangre, cuando se quedó sin aceite.

## Vida
La vida de Kaliya Nayanar se describe en el Periya Puranam de Sekkizhar en el siglo XII, que es una hagiografía de los 63 nayanars. Kaliya Nayanar era un Vaishya, miembro de la tercera de las cuatro castas de la sociedad india tradicional. La  casta vaisia abarca a comerciantes, artesanos, terratenientes y agricultores, es la casta mercantil. Era un traficante de petróleo de Thiruvottriyur, que actualmente se encuentra en las instalaciones de la ciudad de Chennai, India. Es famoso por su Templo Thyagaraja, dedicado al dios Shiva, el dios patrono del Shaivismo. Se dice que Kaliya vivió en la calle Chakrapadi en Thiruvottriyur.
Kaliya era muy rico y irvió a Shiva manteniendo encendidas las lámparas del templo día y noche. Para poner a prueba la devoción de Kaliya y revelar al mundo su amor absoluto por Shiva, hizo que su riqueza disminuyera con el tiempo. Sin embargo, Kaliya continuó su servicio suministrando aceite para encender las lámparas del templo. Su familia se negó a ayudarlo con el servicio. También trabajó como jornalero para pagar el petróleo, sin tener en cuenta su estatus. Trabajaba en una rueda de aceite y tomaba aceite prestado del trabajo para encender las lámparas del templo. A medida que la gente que trabajaba en el negocio del petróleo crecía, él perdió su fuente de ingresos como trabajador. Incluso vendió sus propiedades. Cuando se le acabó el petróleo, decidió suicidarse para cumplir su compromiso con Shiva. Colocó las mechas en las lámparas y tomó un cuchillo para cortarse la garganta; su sangre podía ser usada para sustituir el aceite de las lámparas. Sin embargo, Shiva le agarró su mano cuando comenzó a cortarse la garganta. Shiva apareció con su consorte Parvati y bendijo a Kaliya, cuya herida sanó mágicamente. A Kaliya se le concedió moksha o salvación, y un lugar en la morada de Shiva, Kailash.

## Recuerdo

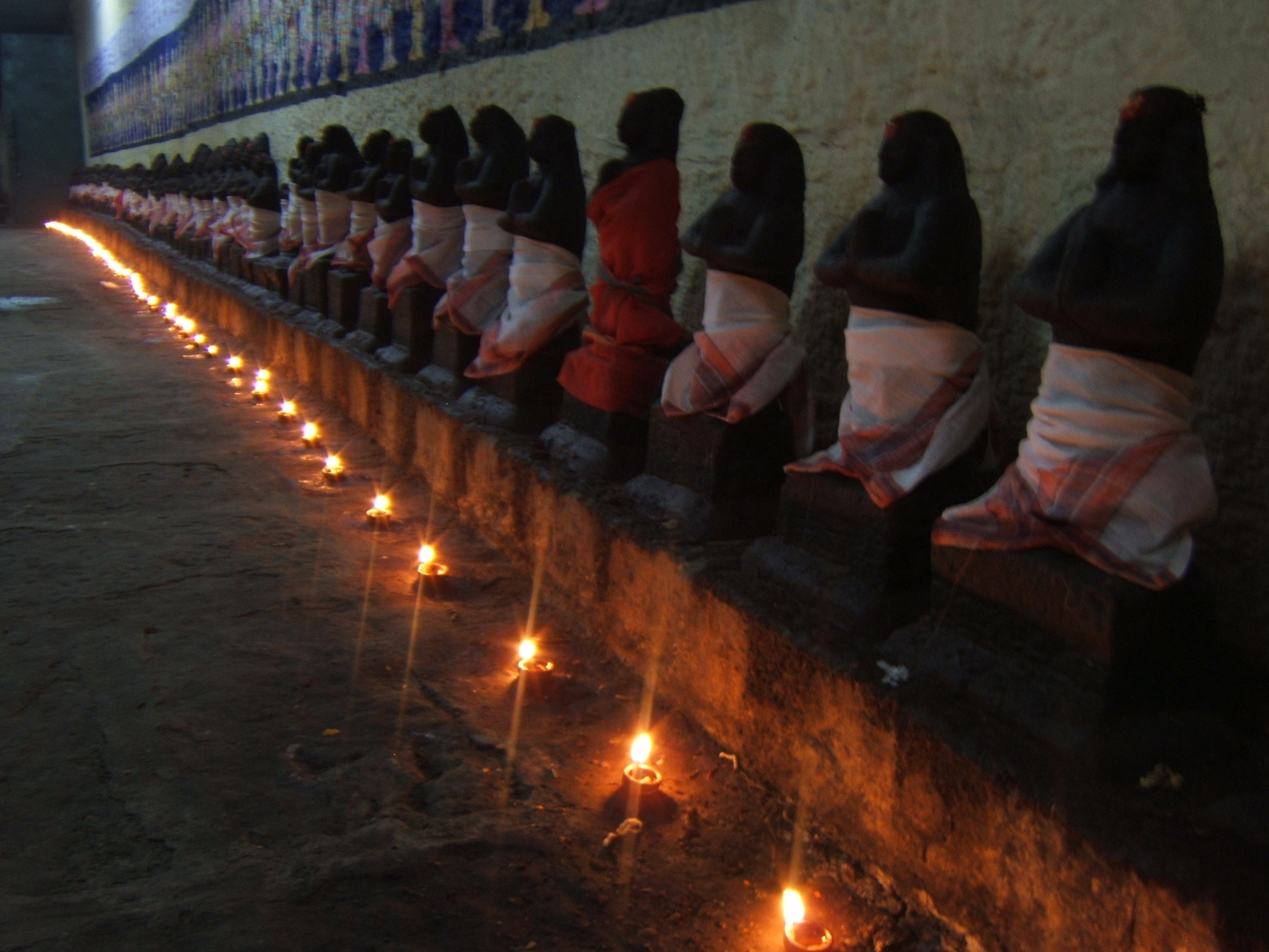
Las imágenes de los nayanars se encuentran en muchos templos Shiva en Tamil Nadu

Un día sagrado en el mes  tamil de Adi, cuando la luna entra en el Jyeshtha nakshatra o  mansión lunar, es asignado para la adoración de Kaliya Nayanar. Kaliya Nayanar recibe culto colectivo como parte de los 63 nayanars. Sus iconos y breves relatos de sus hazañas se encuentran en muchos templos de Shiva en Tamil Nadu. Sus imágenes se sacan en procesión en los festivales.